# بوصير بورتر
بوصير بورتر (باللاتينية: Verbascum porteri) نوع نباتي يتبع جنس البوصير من الفصيلة الغدبية. سمي تكريما لعالم النبات الأمريكي توماس كونراد بورتر (بالإنجليزية: Thomas Conrad Porter)‏.

## الموئل والانتشار
موطنه بلاد الشام.